# Депресійна зйомка шахти
Депресійна зйомка шахти (англ. depression survey, рос. депрессионная съемка шахты, нім. Depressionsaufnahme f, Depressionsmessungen f pl) – комплекс робіт, що виконуються з метою: встановлення розподілу загальношахтної депресії по виробках, отримання даних про значення фактичних опорів гірничих виробок, виявлення причин, що викликають великі втрати тиску повітря. 
Полягає в послідовному замірі тиску повітря у виробках вентиляційної мережі від пункту входу до пункту виходу повітряного струменя на поверхню. 
За характером виконання Д.з. буває 
- детальна,
- спрощена або
- комбінована.